# Obchodní dům Labe
Obchodní dům Labe stojí v Ústí nad Labem v Revoluční ulici. Postaven byl podle návrhu architektky Růženy Žertové a otevřen byl po dokončení výstavby v roce 1974.

## Historie
Obchodní dům vznikl ve volném prostoru po zástavbě zničené během náletů na konci druhé světové války na jaře 1945. Parcela se nacházela mezi autobusovým a vlakovým nádražím. Výstavba obchodního domu začala v roce 1967 a skončila v roce 1974. Obchodní dům byl vybaven jedněmi z prvních eskalátorů československé výroby.
Součástí obchodního domu se stala i plastika Labe vytvořená sochařem Karlem Kronychem a umístěná před budovou. Byla součástí urbanistického řešení křižovatky před domem. V roce 2010 ale majitel uvažoval o odstranění plastiky, nicméně k tomu nedošlo a plastika zůstala dalších deset let neudržovaná, než se objevil plán města na její rekonstrukci a přeměnu v kašnu.
Stavbu investovalo spotřební družstvo Jednota. Od roku 1995 je obchodní dům ve vlastnictví firmy 7. obchodní, a. s. Úprava interiéru z velkoplošného prodeje na větší množství menších obchodů byla v roce 1995 provedena demontovatelným způsobem, který nezasáhl do konstrukční dispozice budovy.
Na začátku roku 2020 se budova objevila v návrhu na zařazení do památkové ochrany.

## Architektura
Budova je vybudována v neoexpresionistickém stylu. Budova obdélníkového půdorysu má v protilehlých rozích dvě dvojice věží, které obsahují schodiště a technologie.

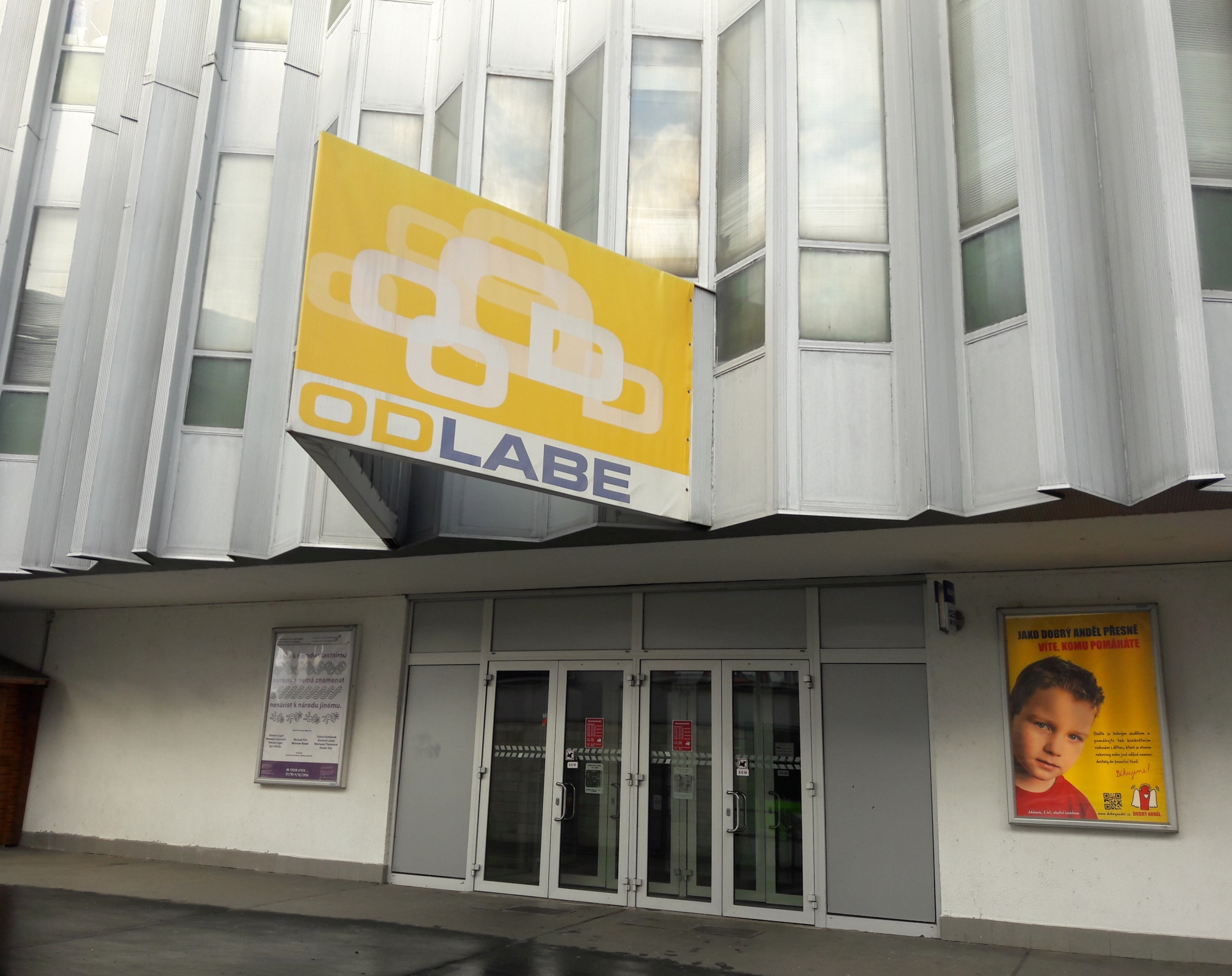
Detail hliníkového pláště nad jižním vchodem

Charakteristickým prvkem stavby je její fasáda s hliníkovým pláštěm, jehož barva se z původního stříbrného tónu změnila v tmavě šedou a spolu se zelenavým břidlicovým obkladem měla podle návrhu architektky Růženy Žertové evokovat barvu hladiny Labe. Na začátku 21. století ale byl břidlicový obklad odstraněn a nahrazen bílou omítkou.
Autory interiérů byli Mojmír Böhm, Ladislav Špás a Antonín Werner.

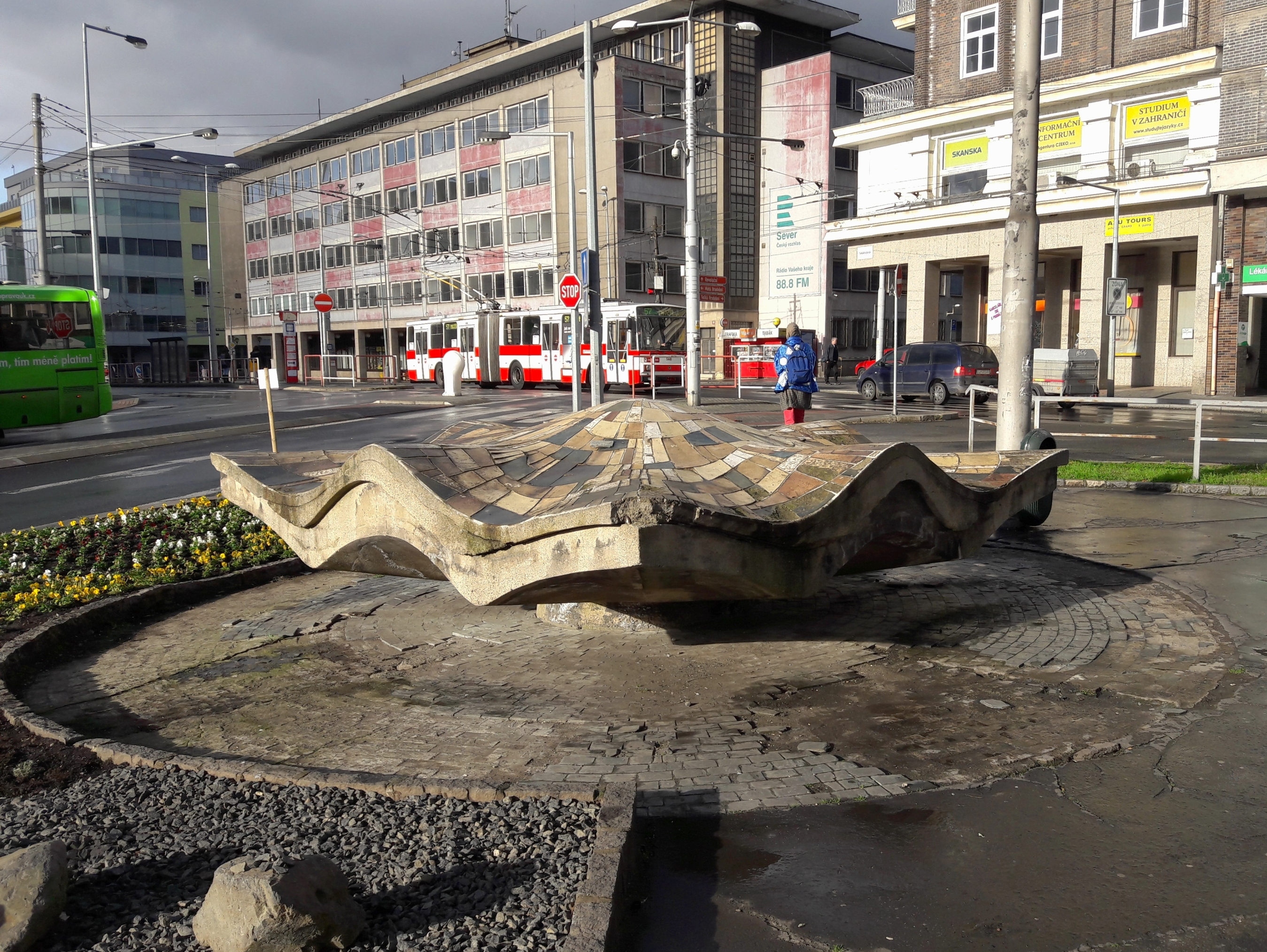
plastika Labe, stav 2016